# Estación de Loranca
Loranca es una estación de la línea 12 del Metro de Madrid situada en el centro del barrio homónimo de Fuenlabrada.

## Historia
La estación abrió al público el 11 de abril de 2003.
Desde el 20 de junio de 2015, Loranca se ha convertido en terminal de la línea 12 por las obras de mejora de las instalaciones entre esta estación y Universidad Rey Juan Carlos. Existió un servicio especial de autobuses, que sustituye el servicio prestado por Metro de Madrid: el SE3 (Universidad Rey Juan Carlos - Loranca), que realizaba parada en la Avenida de Pablo Iglesias, junto a la boca de acceso a la estación. El servicio se restableció el 6 de septiembre de 2015.
Entre el 21 de junio y el 5 de septiembre de 2021 permaneció cerrada por el corte de la línea entre Hospital de Móstoles y Conservatorio para llevar a cabo obras de reparación en la infraestructura. Se habilitó un Servicio Especial de autobús gratuito con parada en el entorno de las estaciones afectadas.

## Accesos
Vestíbulo Loranca
- Avenida de Pablo Iglesias Avda. Pablo Iglesias, s/n
- Plaza de la Concordia Pza. de la Concordia, s/n
- Ascensor Pza. de la Concordia, s/n

## Líneas y conexiones

### Metro
| << cabecera | < estación       | línea | estación >              | cabecera >> |
| ----------- | ---------------- | ----- | ----------------------- | ----------- |
| circular    | Manuela Malasaña |       | Hospital de Fuenlabrada | circular    |

### Autobuses
| Diurnos   |                       |                                            |                 |
| Línea     | Destino               | Parada                                     | Operador        |
| 1         | Parque Miraflores     | 11681 Av. Pablo Iglesias-Dolores Ibárruri  | EMT Fuenlabrada |
| 4         | El Arroyo - La Fuente | 11681 Av. Pablo Iglesias-Dolores Ibárruri  | EMT Fuenlabrada |
| 1         | Polígono Sevilla      | 11680 Av. Pablo Iglesias-Federica Montseny | EMT Fuenlabrada |
| Nocturnos |                       |                                            |                 |
| Línea     | Destino               | Parada                                     | Operador        |
| 5         | Avenida de España     | 11680 Av. Pablo Iglesias-Federica Montseny | EMT Fuenlabrada |

| Diurnos |                                    |                                            |                |
| Línea   | Destino                            | Parada                                     | Operador       |
| 493     | Madrid (Aluche)                    | 11680 Av. Pablo Iglesias-Federica Montseny | Empresa Martín |
| 527     | Fuenlabrada (Urb. Versalles)       | 11680 Av. Pablo Iglesias-Federica Montseny | Arriva Madrid  |
| 493     | Fuenlabrada (Urbanización Loranca) | 11681 Av. Pablo Iglesias-Dolores Ibárruri  | Empresa Martín |
| 527     | Móstoles (FFCC)                    | 11681 Av. Pablo Iglesias-Dolores Ibárruri  | Arriva Madrid  |